# أسل حاد الثمار
أسل حاد الثمار (الاسم العلمي: Juncus oxycarpus) نوع نباتي يتبع جنس الأسل وينتمي إلى الفصيلة الأسلية.